# Nir Moše
Nir Moše (hebrejsky נִיר מֹשֶׁה‎, doslova „Mošeho louka“, v oficiálním přepisu do angličtiny Nir Moshe) je vesnice typu mošav v Izraeli, v Jižním distriktu, v Oblastní radě Merchavim.

## Geografie
Leží v nadmořské výšce 145 metrů na severozápadním okraji pouště Negev; v oblasti která byla od 2. poloviny 20. století intenzivně zúrodňována a zavlažována a ztratila částečně charakter pouštní krajiny. Jde o zemědělsky obdělávaný pás navazující na pobřežní nížinu. Východně od vesnice probíhá vádí Nachal Hoga, kam severovýchodně od mošavu teče vádí Nachal Mašlim, severně od vesnice Nachal Selek. Západně od mošavu se terén svažuje k vádí Nachal Šlachim. Na východě stojí pahorek Tel Mifsach.
Obec se nachází 18 kilometrů od břehu Středozemního moře, cca 68 kilometrů jihojihozápadně od centra Tel Avivu, cca 66 kilometrů jihozápadně od historického jádra Jeruzalému a 28 kilometrů severozápadně od města Beerševa. Nir Moše obývají Židé, přičemž osídlení v tomto regionu je etnicky převážně židovské.
Nir Moše je na dopravní síť napojen pomocí lokální silnice 2932.

## Dějiny
Nir Moše byl založen v roce 1953. Zakladateli byli Židé z Maroka. Postupně je doplnili i židovští imigranti z Alžírska a několik rodin Židů z Egypta. Zpočátku se nová vesnice nazývala Šoval Alef ('שובל א) podle nedaleké vesnice Šoval. Mošav je v současnosti pojmenován podle ruskožidovského a izraelského spisovatele Mošeho Smilanského (1874–1953).
Místní ekonomika je zčásti založena na zemědělství (pěstování polních plodin, citrusů a květin), kterým se zabývá 10 zdejších rodin. Většina obyvatel ale za prací dojíždí mimo mošav. Rozvíjí se turistický ruch. V obci je k dispozici obchod se smíšeným zbožím, synagoga, mikve, sportovní areály, mateřská škola a společenské centrum. Správní území vesnice měří 2 000 dunamů (2 kilometry čtvereční). Vesnice prošla v roce 1996 stavební expanzí. Soukromí uchazeči zde postavili 54 nových rodinných domů. Další fáze expanze se plánuje.

## Demografie
Obyvatelstvo mošavu je smíšené, tedy sestávající ze sekulárních i nábožensky orientovaných lidí. Podle údajů z roku 2014 tvořili naprostou většinu obyvatel v Nir Moše Židé (včetně statistické kategorie "ostatní", která zahrnuje nearabské obyvatele židovského původu ale bez formální příslušnosti k židovskému náboženství).
Jde o menší obec vesnického typu s dlouhodobě rostoucí populací. K 31. prosinci 2014 zde žilo 527 lidí. Během roku 2014 populace klesla o 1,1 %.
| Rok            | 1961 | 1972 | 1983 | 1995 | 2001 | 2003 | 2004 | 2005 | 2006 | 2007 | 2008 | 2009 | 2010 | 2011 | 2012 | 2013 | 2014 |
| -------------- | ---- | ---- | ---- | ---- | ---- | ---- | ---- | ---- | ---- | ---- | ---- | ---- | ---- | ---- | ---- | ---- | ---- |
| Počet obyvatel | 212  | 164  | 244  | 192  | 296  | 334  | 343  | 349  | 362  | 399  | 411  | 492  | 518  | 529  | 516  | 533  | 527  |